# Die letzten Tage des Patriarchats
Die letzten Tage des Patriarchats ist der Titel eines feministischen Sachbuches der Autorin Margarete Stokowski. Das Buch beinhaltet Kolumnen und Essays, die Stokowski zwischen 2011 und 2018 in der taz und bei Spiegel Online veröffentlicht hat. Die erste Auflage erschien 2018 und wurde im Rowohlt Verlag veröffentlicht. Das Buch war 2018 auf der Spiegel-Bestsellerliste.

## Inhalt
Das Buch beinhaltet ausgewählte Kolumnen und Essays, die Stokowski ab 2011 in der taz und ab 2015 bei Spiegel Online veröffentlichte. In den Essays kommentiert sie gegenwärtige Themen und Thesen aus feministischer Sicht. Diese wurden von der Autorin für das Buch geringfügig bearbeitet und zu Kapiteln gruppiert. Jedes Kapitel enthält sechs bis neun thematisch verwandte Essays.
Zeit und Ort der Veröffentlichung sind für jeden Essay im Anhang aufgeführt. Die einzelnen Kapitel werden durch Anmerkungen und Quellen ergänzt. Um aktuell zu bleiben, wurden einzelne Essays ergänzt, vereinzelt auch um (Hass-)Kommentare zu den einzelnen Texten.

## Rezeption
Der Deutschlandfunk stellte anlässlich eines Interviews auf der Frankfurter Buchmesse 2018 fest, dass Stokowski mit ihren Kolumnen das Patriarchat herausfordere oder das, was davon noch übrig sei.
Mareice Kaiser kam nach einem Interview mit Stokowski bei Ze.tt zu dem Ergebnis, dass der Band vor allem jene gesellschaftskritischen Kommentare zusammenfasse, die das Ziel der feministischen Revolution verfolgten.
In der Frankfurter Allgemeinen Zeitung attestierte Elena Witzeck, dass sich gewisse feministische Themen in den Texten wiederholten, schätzt aber auch den analytischen Ton der Autorin. Zu lernen sei auch für mit Gendertheorie unbeschwerte Leser so einiges, etwa über Ideale und Grenzen des Feminismus.
Auf derStandard.at urteilte Beate Hausbichler, dass Stokowski ohne Zweifel eine der wichtigsten und klügsten Stimmen des Feminismus sei, nicht zuletzt deswegen, weil sie auch damit verknüpfte Themen wie Armut, Flüchtlingshilfe oder Kapitalismuskritik regelmäßig aufgreife.
Das Literaturhaus München schrieb über eine Lesung aus dem Buch, dass die Autorin den Umgang mit Macht, Sex und Körpern, die MeToo-Debatte und den Rechtspopulismus analysiere und Themen wie Pornos, Gender Studies, Political Correctness humorvoll kommentiere.

## Ausgaben
- Margarete Stokowski: Die letzten Tage des Patriarchats. 7.  Auflage. Rowohlt Verlag, Hamburg 2020, ISBN 978-3-498-06363-4.